# André Buffière
André Buffière   (Vion, 12 de novembre de 1922 - 3r districte de Lió, 2 d'octubre de 2014) fou un jugador i entrenador de bàsquet francès, guanyador d'una medalla olímpica. El 1995 fou reconegut amb el Gloire du sport, el 1996 fou nomenat cavaller de la Legió d'Honor i el 2004 fou inclòs a l'Académie du basket-ball français.
El 1948 va prendre part en els Jocs Olímpics de Londres, on guanyà la medalla de plata en la competició de bàsquet. Entre 1948 i 1950 jugà 10 partits amb la selecció francesa. Quatre anys més tard, als Jocs de Hèlsinki, fou vuitè en la mateixa competició.
Amb la selecció francesa també guanyà tres medalles en el Campionat d'Europa de bàsquet, de plata el 1949 i de bronze el 1951 i 1953. Entre 1946 i 1955 disputà 96 partits amb la selecció francesa.
Una vegada retirat va tenir una llarga carrera com a entrenador de bàsquet. A nivell de clubs va guanyar dues edicions de la Copa Korać (1982, 1983), sis vegades campió de la lliga francesa (1950, 1952, 1955, 1975, 1977 i 1983) i tres vegades de la copa francesa (1953, 1982, 1983). També va ser l'entrenador de la selecció sènior francesa de bàsquet de 1957 a 1964.